# 2021年イギリス地方選挙
2021年イギリス地方選挙(en:2021 United Kingdom local elections)は、イギリスで2021年5月6日に投票が行われた。
2020年の統一地方選がコロナで1年延期された。ロンドンなど13の市長選、ロンドン市議会選のほかイングランドの145地方議会選（約5千議席）が行われた。地方選には珍しく「スーパー・サーズデー」と呼ばれる盛り上がりを見せた。